# Justicia breteleri
Justicia breteleri är en akantusväxtart som beskrevs av D.C. Wasshausen. Justicia breteleri ingår i släktet Justicia och familjen akantusväxter. Inga underarter finns listade i Catalogue of Life.